# Giải bóng đá hạng nhì quốc gia Cộng hòa Síp 2004–05
Giải bóng đá hạng nhì quốc gia Cộng hòa Síp 2004–05 là mùa giải thứ 50 của bóng đá hạng nhì Cộng hòa Síp. APOP Kinyras giành danh hiệu đầu tiên.

## Thể thức thi đấu
Có 14 đội tham gia Giải bóng đá hạng nhì quốc gia Cộng hòa Síp 2004–05. Tất cả các đội đều thi đấu 2 trận, một trân sân nhà và một trận sân khách. Đội nhiều điểm nhất sẽ lên ngôi vô địch. Ba đội đầu bảng thăng hạng Giải bóng đá hạng nhất quốc gia Cộng hòa Síp 2005–06 và ba đội cuối bảng xuống hạng Giải bóng đá hạng ba quốc gia Cộng hòa Síp 2005–06.

### Hệ thống điểm
Các đội bóng nhận 3 điểm cho một trận thắng, 1 điểm cho một trận hòa và 0 điểm cho một trận thua.

## Thay đổi so với mùa giải trước
Các đội thăng hạng Giải bóng đá hạng nhất quốc gia Cộng hòa Síp 2004–05
- Nea Salamina
- Aris Limassol
- Alki Larnaca

Các đội xuống hạng từ Giải bóng đá hạng nhất quốc gia Cộng hòa Síp 2003–04
- Anagennisi Deryneia
- Onisilos Sotira
- Doxa Katokopias

Các đội thăng hạng từ Giải bóng đá hạng ba quốc gia Cộng hòa Síp 2003–04
- APOP Kinyras
- MEAP Nisou
- Chalkanoras Idaliou

Các đội xuống hạng Giải bóng đá hạng ba quốc gia Cộng hòa Síp 2004–05
- PAEEK FC
- SEK Agiou Athanasiou
- Enosis Kokkinotrimithia

## Bảng xếp hạng
| Vị thứ | Đội                 | St. | T. | H. | B. | BT. | BB. | HS. | Đ. | Ghi chú                                                                  |
| ------ | ------------------- | --- | -- | -- | -- | --- | --- | --- | -- | ------------------------------------------------------------------------ |
| 1      | APOP Kinyras        | 26  | 17 | 6  | 3  | 70  | 22  | 48  | 57 | Vô địch-thăng hạng Giải bóng đá hạng nhất quốc gia Cộng hòa Síp 2005–06. |
| 2      | APEP                | 26  | 14 | 7  | 5  | 37  | 22  | 15  | 49 | Thăng hạng Giải bóng đá hạng nhất quốc gia Cộng hòa Síp 2005–06.         |
| 3      | THOI Lakatamia      | 26  | 14 | 5  | 7  | 47  | 27  | 20  | 47 | Thăng hạng Giải bóng đá hạng nhất quốc gia Cộng hòa Síp 2005–06.         |
| 4      | Anagennisi Deryneia | 26  | 12 | 7  | 7  | 34  | 25  | 9   | 43 |                                                                          |
| 5      | Ayia Napa           | 26  | 11 | 5  | 10 | 37  | 34  | 3   | 38 |                                                                          |
| 6      | Chalkanoras Idaliou | 26  | 10 | 6  | 10 | 43  | 44  | -1  | 36 |                                                                          |
| 7      | Doxa Katokopias     | 26  | 10 | 5  | 11 | 32  | 28  | 4   | 35 |                                                                          |
| 8      | Omonia Aradippou    | 26  | 9  | 8  | 9  | 39  | 45  | -6  | 35 |                                                                          |
| 9      | Onisilos Sotira     | 26  | 9  | 7  | 10 | 38  | 32  | 6   | 34 |                                                                          |
| 10     | MEAP Nisou          | 26  | 8  | 10 | 8  | 35  | 33  | 2   | 34 |                                                                          |
| 11     | Ethnikos Assia      | 26  | 8  | 9  | 9  | 35  | 38  | -3  | 33 |                                                                          |
| 12     | ASIL Lysi           | 26  | 8  | 5  | 13 | 35  | 49  | -14 | 29 | Xuống hạng Giải bóng đá hạng ba quốc gia Cộng hòa Síp 2005–06.           |
| 13     | Ermis Aradippou     | 26  | 5  | 10 | 11 | 31  | 35  | -4  | 25 | Xuống hạng Giải bóng đá hạng ba quốc gia Cộng hòa Síp 2005–06.           |
| 14     | Akritas Chlorakas   | 26  | 2  | 0  | 24 | 19  | 98  | -79 | 6  | Xuống hạng Giải bóng đá hạng ba quốc gia Cộng hòa Síp 2005–06.           |

Hệ thống điểm: Thắng=3 điểm, Hòa=1 điểm, Thua=0 điểm
Quy tắc xếp hạng: 1) Điểm, 2) Hiệu số, 3) Bàn thắng

## Kết quả
| ↓Home / Away→ | ANP | AKR  | AND | APP | APK | ASL | DXK | ETH | ERM | THL | MPN | OMN | ONS | CHL |
| ------------- | --- | ---- | --- | --- | --- | --- | --- | --- | --- | --- | --- | --- | --- | --- |
| Ayia Napa     |     | 2-1  | 1-0 | 0-1 | 3-2 | 2-0 | 2-0 | 1-2 | 0-0 | 1-2 | 1-3 | 1-0 | 4-1 | 5-1 |
| Akritas       | 1-2 |      | 0-2 | 0-3 | 1-7 | 3-1 | 0-5 | 3-2 | 0-2 | 1-4 | 0-4 | 1-4 | 0-1 | 0-1 |
| Anagennisi    | 1-0 | 8-1  |     | 0-2 | 3-2 | 1-0 | 0-1 | 1-1 | 1-1 | 0-0 | 1-2 | 1-0 | 0-1 | 2-1 |
| APEP          | 1-0 | 2-1  | 1-2 |     | 1-0 | 2-1 | 1-0 | 0-0 | 2-1 | 1-2 | 1-1 | 4-0 | 5-2 | 1-0 |
| APOP Kinyras  | 3-1 | 5-0  | 4-0 | 3-2 |     | 7-0 | 1-1 | 2-0 | 3-0 | 1-0 | 2-1 | 7-0 | 2-1 | 2-0 |
| ASIL          | 1-2 | 5-0  | 1-4 | 3-1 | 1-1 |     | 1-0 | 2-1 | 2-1 | 0-2 | 2-3 | 2-4 | 1-3 | 1-1 |
| Doxa          | 4-0 | 4-1  | 0-1 | 0-0 | 2-2 | 2-0 |     | 0-1 | 2-1 | 0-1 | 1-0 | 1-0 | 0-2 | 2-3 |
| Ethnikos      | 1-1 | 3-1  | 1-2 | 0-1 | 1-2 | 2-2 | 2-0 |     | 2-2 | 3-2 | 2-1 | 3-3 | 2-1 | 1-1 |
| Ermis         | 0-0 | 3-0  | 0-1 | 1-1 | 1-1 | 0-2 | 4-0 | 1-1 |     | 1-2 | 2-0 | 1-1 | 1-3 | 2-2 |
| THOI          | 2-1 | 11-1 | 1-1 | 0-1 | 0-4 | 2-0 | 2-0 | 3-1 | 2-3 |     | 1-1 | 2-0 | 1-0 | 3-2 |
| MEAP          | 1-3 | 2-1  | 0-0 | 1-1 | 0-0 | 3-4 | 0-0 | 1-1 | 2-0 | 1-1 |     | 1-1 | 1-0 | 1-2 |
| Omonia        | 3-3 | 2-0  | 2-2 | 0-0 | 0-2 | 0-0 | 1-3 | 2-0 | 3-2 | 1-0 | 2-2 |     | 3-1 | 1-2 |
| Onisilos      | 1-1 | 8-0  | 0-0 | 2-0 | 1-1 | 0-1 | 2-2 | 2-0 | 0-0 | 1-1 | 1-2 | 1-2 |     | 2-1 |
| Chalkanoras   | 2-0 | 5-2  | 2-0 | 2-2 | 2-4 | 2-2 | 0-2 | 1-2 | 2-1 | 1-0 | 3-1 | 3-4 | 1-1 |     |